# 下昆讷斯多夫
下昆讷斯多夫（德語：Niedercunnersdorf，發音：[ˌniːdɐˈkʊnɐsdɔʁf]）是德国萨克森州格尔利茨县曾经的一个市镇，面积14.17平方千米，2018年9月30日人口为1,008人。2013年1月1日，下昆讷斯多夫与市镇艾包和上昆讷斯多夫合并为市镇科特马尔。